# Emmanuel Lafarge
 Emmanuel Lafarge (* 1862; † 1911) war ein französischer Opernsänger (Tenor).
Lafarge studierte am Conservatoire de Paris und debütierte 1889 an der Oper von Rouen. Dort sang er 1890 den Samson in der französischen Uraufführung von Camille Saint-Saëns’ Oper Samson et Dalila. Von 1890 bis 1892 war er am Theatre de la Monnaie in Brüssel engagiert, danach an der Oper von Lyon. In der Saison 1894–95 sang er erneut den Samson in Samson et Dalila an der Mailänder Scala, außerdem die Titelrolle in Ernest Reyers Oper Sigurd. 1896 gastierte er an der Pariser Oper erneut als Samson. In Frankreich wurde er vor allem als Wagner-Interpret bekannt. Von ihm sind einige Aufnahmen auf Lioret-Zylindern aus der Zeit um 1900 erhalten.

## Quelle
- Forgotten Opera Singers - Emmanuel Lafarge

| Personendaten    | Personendaten                     |
| ---------------- | --------------------------------- |
| NAME             | Lafarge, Emmanuel                 |
| KURZBESCHREIBUNG | französischer Opernsänger (Tenor) |
| GEBURTSDATUM     | 1862                              |
| STERBEDATUM      | 1911                              |